# شیر بز

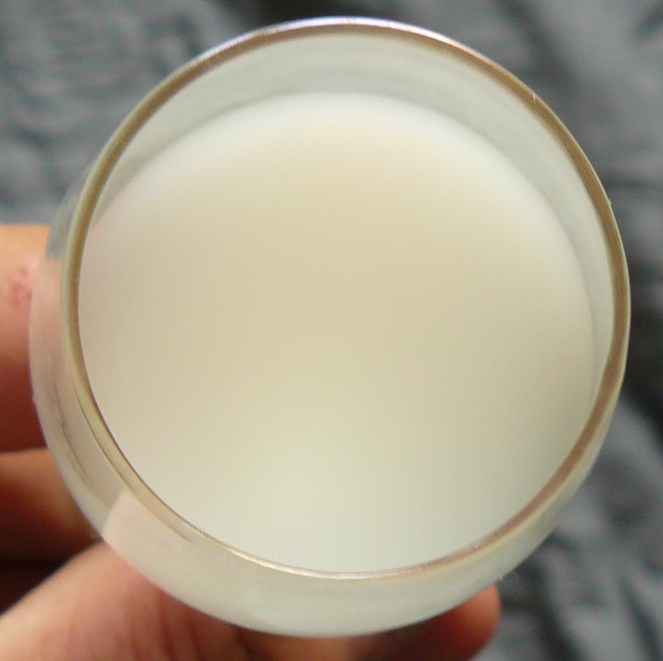
شیر بز

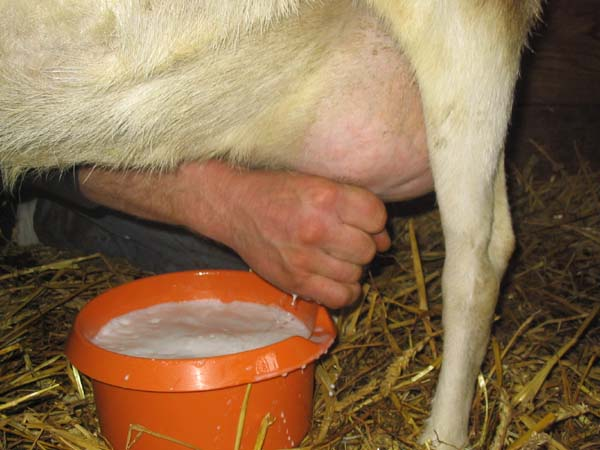
دوشیدن بز

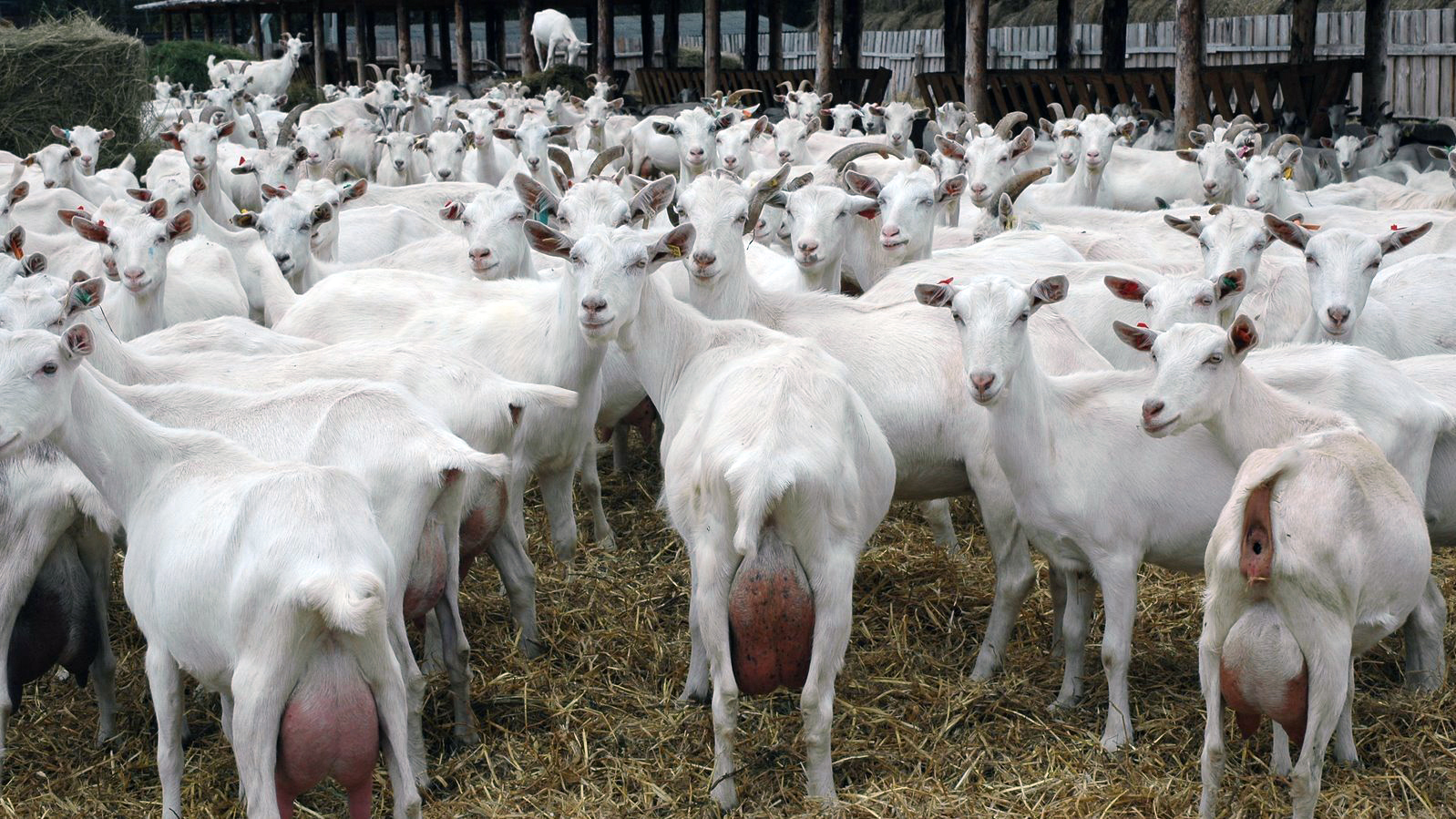
نژاد بز شیرده سانن

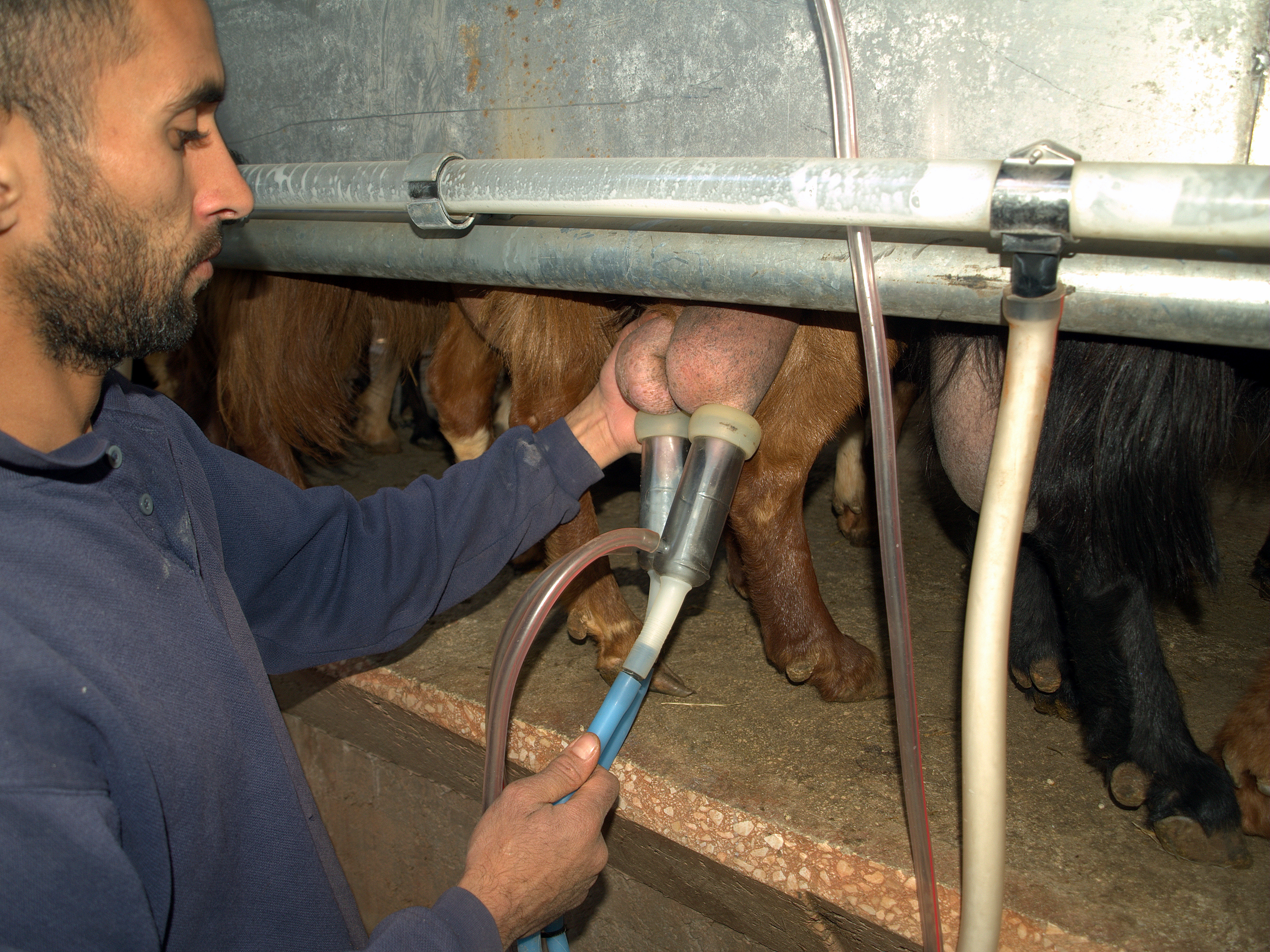
دوشیدن ماشینی یک بز در مزرعه زیست‌محیطی در اسرائیل

شیر بز نوعی شیر خوراکی است که از دوشیدن بز اهلی ماده به دست می‌آید. بزها حدود ۲ درصد از کل شیر سالانه جهان را تولید می‌کنند. برخی از بزها به‌طور ویژه برای شیردهی پرورش داده می‌شوند. شیر بز به‌طور طبیعی دارای چربی‌های کوچک و به خوبی امولسیونه شده است، به این معنی که خامه آن برای مدت طولانی‌تری در شیر معلق می‌ماند نسبت به شیر گاو؛ بنابراین، نیازی به همگن‌سازی ندارد. در نهایت، خامه پس از یک مدت چند روزه به سمت بالا مخلوط شیری می‌آید. . اگر این شیر قرار است برای تهیه پنیر استفاده شود، همگن‌سازی آن توصیه نمی‌شود، زیرا این کار ساختار شیر بز را تغییر می‌دهد و بر توانایی باکتری‌ها برای لخته کردن شیر و همچنین کیفیت و مقدار نهایی پنیر تأثیر می‌گذارد.
بزهای شیری در بهترین دوره خود (معمولاً در حدود سومین یا چهارمین دوره شیردهی) به‌طور متوسط روزانه ۲٫۷ تا ۳٫۶ کیلوگرم (۶ تا ۸ پوند) یا ۲٫۸ تا ۳٫۸ لیتر (۳ تا ۴ کوارت آمریکایی) شیر تولید می‌کنند، که معمولاً در طول یک دوره شیردهی ده‌ماهه است. بزها بعد از زایمان بیشتر شیر تولید می‌کنند و به تدریج در پایان دوره شیردهی تولیدشان کاهش می‌یابد. معمولاً شیر آنها به‌طور متوسط ۳٫۵٪ چربی دارد.